# Alcidamas
Alcidamas, en grec ancien Αλκιδάμας, est un sophiste et rhéteur grec natif d’Élée en Éolide, actif au début du IVe siècle av. J.-C.
Disciple de Gorgias, à qui il succéda au sein de son école de rhétorique, il fut adversaire de l’enseignement d’Isocrate ; il a enseigné la technique rhétorique à de futurs prestigieux orateurs : Eschine et Démosthène.
Sa vie et les circonstances de sa mort sont inconnues. Il est cependant acquis qu'il a résidé à Athènes plusieurs années pour pouvoir enseigner. Sa présence en Sicile est probable, car un témoignage ancien précise que ses œuvres étaient appréciées et recommandées à Syracuse ; de plus la Sicile était la terre d'origine de Gorgias, son maître.
Il reste de lui deux harangues : l'une d'Ulysse contre Palamède, l'autre contre les rhéteurs du temps, œuvre authentique intitulée Sur les sophistes, où il argumente en faveur de discours impromptus plutôt que préparés par écrit.
Alcidamas est l'un des très rares auteurs grecs à mettre en question l'esclavage lorsqu'il écrit que « Dieu créa tous les hommes libres, la nature n'a fait aucun esclave ».

## Ses œuvres connues
- Discours sur des thèmes variés à la manière des sophistes : 
  - Contre les sophistes
  - Contre Palamède
  - Un discours en faveur des Messéniens intitulé Le Messéniaque[4]
  - Éloge de Naïs[5]
  - Éloge de la Mort[6]
  - Discours sur la musique[7]

- Des ouvrages d'érudition :
  - Un traité de rhétorique cité par Plutarque[8]
  - Une joute verbale entre Homère et Hésiode (en grec ancien μυσεον)[9]